# Mortal Kombat 4
Mortal Kombat 4 (MK4) là phần thứ tư trong loạt trò chơi đối kháng Mortal Kombat do Midway Games phát triển. Phát hành cho các máy game arcade vào năm 1997, Mortal Kombat 4 là tựa game Mortal Kombat đầu tiên sử dụng đồ họa 3D, cũng như một trong những trò chơi 3D đầu tiên mà Midway Games thực hiện. Sau đó Eurocom chuyển trò chơi sang các hệ máy PlayStation, Nintendo 64, PC và Game Boy Color vào năm 1998. Một năm sau, một phiên bản nâng cấp chỉ dành cho hệ máy Dreamcast tên là Mortal Kombat Gold được phát hành.
Lối chơi của Mortal Kombat 4 cũng tương tự như ở các tựa game tiền nhiệm; một trong những thay đổi đáng chú ý là việc sử dụng vũ khí trong các trận đấu. Cốt truyện kể về cuộc tấn công của vị thần sa ngã Shinnok chống lại những bằng hữu trước đây của mình vì đã giam giữ hắn ở Netherealm nhiều năm trước khi cốt truyện của loạt trò chơi bắt đầu. 17 nhân vật khác tham gia vào trận chiến giữa thiện và ác, trong khi các thế lực của ánh sáng nỗ lực ngăn chặn Shinnok còn các thế lực của bóng tối âm mưu thống trị tất cả mọi vương quốc.
Trong quá trình phát triển trò chơi, nhân viên của Midway gặp khó khăn về vấn đề đồ họa bởi đây là trò chơi đối kháng 3D đầu tiên mà họ thực hiện. Đồng tác giả Ed Boon cho biết họ muốn Mortal Kombat 4 bạo lực hơn các tựa game trước đó nên đã loại bỏ những đòn đánh kết liễu hài hước. Từ khi được phát hành, trò chơi chủ yếu nhận được những phản hồi tích cực, ngoại trừ phiên bản trên hệ máy Game Boy Color.

## Lối chơi
Mortal Kombat 4 có lối chơi tương tự như các tựa game tiền nhiệm. Tuy nhiên, MK4 cũng bắt đầu sử dụng một hệ thống vũ khí, cho phép các nhân vật rút vũ khí của mình ra bằng cách bấm một tổ hợp phím nhất định. Một khi đã được trang bị, vũ khí chủ yếu được sử dụng bằng phím đấm để chém, nện hoặc thậm chí là ném vào đối thủ. Ngoài ra, vũ khí cũng có thể được đặt xuống, khi đó người chơi kia có thể nhặt nó lên để sử dụng. Bằng cách bước sang ngang, người chơi có thể di chuyển trong môi trường 3D, đồng thời thay đổi góc quay và ngăn không cho các nhân vật nhặt các món đồ từ dưới đất.
MK4 còn có thêm một mức giới hạn "Sát thương Tối đa" để tự động ngừng các combo nếu người chơi vượt quá mức sát thương cố định, từ đó tránh combo vô hạn. Khác với Mortal Kombat Trilogy, Mortal Kombat 4 chỉ cho phép hai đòn Fatality cho mỗi nhân vật cũng như hai Stage Fatality chỉ có thể được thực hiện ở các đấu trường nhất định.

## Cốt truyện
Hàng ngàn năm trước khi cốt truyện của loạt trò chơi bắt đầu, Shinnok, một trong các Vị thần Cổ đại, những người cai quản 6 vương quốc trong thế giới của Mortal Kombat, âm mưu trở thành bá chủ của tất cả. Thần Sấm Raiden đã đánh bại hắn trong một cuộc chiến tranh kéo dài hàng trăm năm, rồi sau đó đày hắn đến Netherealm, nơi hắn sẽ bị giam giữ mãi mãi. Shinnok đã tìm cách trốn thoát Netherealm nhờ sự giúp đỡ của phù thủy Quan Chi, và quyết tâm trả thù những Vị Thần Cổ đại đã trục xuất hắn. Hắn lên kế hoạch thống trị vương quốc Edenia đầu tiên với sự trợ giúp của kẻ phản bội Tanya, đồng thời chuẩn bị tấn công các Vị Thần Cổ đại. Để ngăn chặn mối đe dọa của Shinnok, Raiden nhờ tới sự hỗ trợ của các chiến binh ở Earthrealm, những người đã cứu thoát các vương quốc khỏi tay Hoàng đế Shao Kahn trong các tựa game trước.

## Các nhân vật

Màn hình chọn nhân vật

### Các nhân vật mới
- Fujin - Đồng minh của Raiden, xuất hiện lần đầu trong Mortal Kombat Mythologies: Sub-Zero với tên gọi Thần Gió.
- Jarek - Thành viên cuối cùng của bang Hắc Long sau cái chết của Kano.
- Kai - Một nhà sư Thiếu Lâm và là bạn của Liu Kang.
- Meat - Một bộ xương người đẫm máu (nhân vật bí mật phải được mở khóa).
- Quan Chi - Phù thủy hắc ám xuất hiện lần đầu trong Mortal Kombat: Defenders of the Realm và sau đó là Mortal Kombat Mythologies: Sub-Zero trong vai nhân vật phản diện chính.
- Reiko - Tướng của Shinnok.
- Shinnok - Một Vị thần Cổ đại bị giam cầm, xuất hiện lần đầu trong Mortal Kombat Mythologies: Sub-Zero với tư cách là trùm cuối.
- Tanya - Kẻ phản bội Edenia.

### Các nhân vật cũ
- Goro - Chiến binh Shokan 4 tay.
- Jax - Một sĩ quan của Lực lượng Đặc nhiệm Hoa Kỳ.
- Johnny Cage - Diễn viên nổi tiếng của Hollywood đang trong quá trình thực hiện bộ phim mới.
- Liu Kang - Một nhà sư Thiếu Lâm muốn tiêu diệt Shinnok.
- Noob Saibot - Nhân vật ẩn, một ninja xác sống.
- Raiden - Vị thần sấm lãnh đạo loài người.
- Reptile - Một chiến binh Zaterra muốn phục vụ cho Shinnok để cứu lấy vương quốc của mình.
- Scorpion - Một ninja xác sống khác muốn trả thù Sub-Zero và Quan Chi.
- Sonya Blade - Một trung úy của Lực lượng Đặc nhiệm muốn tiêu diệt Jarek.
- Sub-Zero - Một sát thủ Lin Kuei.
- Kitana - Công chúa của Edenia, con gái Sindel và Shao Kahn.
- Mileena - Một bản sao được Shang Tsung tạo ra để tiêu diệt Kitana.
- Baraka - Lãnh đạo người Tarkata của Netherrealm, chiến binh trung thành của Shao Kahn.
- Kung Lao - Nhà sư Thiếu Lâm ở Earthrealm, anh em với Liu Kang.
- Cyrax - Ninja người máy ở Earthrealm, cùng phe với Lực lượng Đặc nhiệm.
- Sektor - Một ninja người máy khác, đối địch với Cyrax.

## Phát triển
Đồng tác giả của tựa game Ed Boon gặp phải nhiều khó khăn khi phụ trách thực hiện trò chơi bởi quy mô nhân sự quá lớn trong khi chỉ có một mình anh là lập trình viên. Do đó, Todd Allen và Mike Boon (em trai của Ed) tham gia vào công việc lập trình. Midway muốn loại bỏ yếu tố hài hước có trong những tựa game Mortal Kombat tiền nhiệm nên đã tập trung thực hiện các đòn kết liễu Fatality. Bên cạnh đó, các đòn kết liễu Animality trong Mortal Kombat 3 cũng bị loại bỏ do những khó khăn trong việc thực hiện cảnh các nhân vật biến thành động vật với đồ họa 3D. Để làm cho các đòn Fatality thêm hấp dẫn, có nhiều cảnh quay lại từ các góc quay khác nhau khi cơ thể của nhân vật nổ tung hay bị xé nát. Vì không còn cần diễn viên để tạo ra các cử động của nhân vật, họ cảm thấy việc thực hiện các đòn Fatality trở nên dễ dàng hơn khi được làm hoàn toàn bằng hoạt hình.
Lối chơi được dữ nguyên so với các tựa game tiền nhiệm, dù đây là lần đầu tiên sử dụng đồ họa 3D. Nhà phát triển cũng muốn tránh những sai lầm họ mắc phải trong trò chơi War Gods, tựa game 3D đầu tiên của Midway. Để quảng bá cho trò chơi, Midway tổ chức một tour triển lãm tại 35 địa điểm ở Mỹ. Phiên bản của trò chơi được triển lãm trong tour bao gồm 9 nhân vật. Vì những nghi ngại về chất lượng của trò chơi do lối chơi sẽ trở nên chậm hơn so với các tựa game trước đó, Ed Boon quyết định thực hiện trò chơi theo cách tương tự như Street Fighter EX. Chỉ đạo nghệ thuật Tony Goskie tạo ra một bản mẫu 3D cho mỗi nhân vật mà ông gọi là "Meat" và sau đó trở thành một nhân vật trong trò chơi với vai trò là một trứng phục sinh. Ban đầu người chơi biết được thông tin về nhân vật này nhờ dòng chữ "Meat còn sống!" trên trang web của Ed Boon. Nhiều năm sau khi trò chơi được phát hành, Ed Boon cho biết họ đáng lẽ đã không nên chọn Shinnok làm trùm cuối bởi trùm cuối trong các tựa game tiền nhiệm đều có cơ thể to lớn.
Eurocom chịu trách nhiệm thực hiện phiên bản trên các hệ máy khác của trò chơi và mất 8 tháng để hoàn thành phiên bản dành cho Nintendo 64. Một trong những mục tiêu chính của họ là giữ nguyên mức 60 khung hình một giây, điều mà họ chưa từng làm với một trò chơi đối kháng 3D nào trước đó. Eurocom cũng được Ed Boon và Dave Michicich hỗ trợ. Trong quá trình phát triển, Ed Boon đã đưa ra những gợi ý như việc Goro sẽ trở thành nhân vật có thể chơi được cũng như những bộ trang phục khác của các nhân vật.

## Các phiên bản
Mortal Kombat 4 đã phát hành phiên bản dành cho các hệ máy PlayStation, Nintendo 64 và PC. Một phiên bản nâng cấp chỉ dành riêng cho hệ máy Dreamcast tên là Mortal Kombat Gold cũng như một trò chơi dựa trên Mortal Kombat 4 dành cho hệ máy Game Boy Color cũng đã được phát hành.
Tất cả các phiên bản này đều được thực hiện bởi Eurocom và chứa những nội dung độc đáo không có ở phiên bản arcade ban đầu, đặc biệt là nhân vật Goro. Bên cạnh đó là đấu trường Ice Pit phủ đầy tuyết. Ngoài ra còn có những bộ trang phục thay thế mà người chơi có thể mở khóa. Các phiên bản dành cho PC và PlayStation sử dụng các đoạn phim độc lập cho những pha cắt cảnh, còn phiên bản trên Nintendo 64 thì sử dụng đồ họa trong game giống như phiên bản arcade.
Phiên bản dành cho Game Boy Color của MK4 do Digital Eclipse phát triển và được phát hành bởi Midway. Trò chơi sử dụng đồ họa 2D và chỉ bao gồm 9 nhân vật: Raiden, Quan Chi, Fujin, Liu Kang, Sub-Zero, Reiko, Tanya, Scorpion và nhân vật ẩn Reptile; Shinnok vẫn là trùm cuối. Bên cạnh đó, có thêm một số đoạn phim chứa lời thoại. Ngoài ra, các đòn Fatality sử dụng các đoạn phim ngắn thay vì đồ họa trong game. Phiên bản này cũng sử dụng cùng một công nghệ với phiên bản Game Boy Color của MK3, bao gồm màn hình chọn nhân vật cũng như cách nhân vật cử động và tương tác. Nhạc nền được thay bằng các bản nhạc điện tử và không hề xuất hiện máu ngoài các cảnh Fatality. Hệ thống combo và vũ khí cũng bị loại bỏ. Tuy nhiên, đồ họa của phiên bản này tốt hơn mức thông thường đối với một trò chơi trên Game Boy đồng thời có nhiều phông nền rõ nét.

## Sự đón nhận
Tháng 10 năm 1998, Midway công bố doanh thu của nhiều tựa game trong đó có Mortal Kombat 4. Khi tour triển lãm được khởi động, xuất hiện nhiều lo ngại rằng sự bạo lực của trò chơi sẽ ảnh hưởng đến tính cách của người chơi; Ed Boon cho rằng đã có nhiều trò chơi còn bạo lực hơn Mortal Kombat 4 và lý do duy nhất mà nó bị chỉ trích là bởi đây là trò chơi bạo lực nổi tiếng nhất.
GameRankings đánh giá phiên bản trên Nintendo 64 của trò chơi ở mức 76.07% dựa trên 20 bài phê bình. Các phiên bản trên PlayStation và PC được đánh giá thấp hơn, lần lượt ở các mức 75.75% và 72.14%. Mặc dù nhiều nhà phê bình cho rằng trò chơi không có gì thú vị hơn các tựa game tiền nhiệm, họ vẫn khen ngợi lối chơi của nó. Các phiên bản trên PlayStation và PC được đánh giá là có nhiều cải tiến so với phiên bản arcade. Tuy nhiên, IGN nhận xét rằng chơi trên PC sẽ trở nên nhàm chán nếu không có một người bạn để chơi cùng.
Phiên bản trên Nintendo 64 nhận được những phản hồi tích cực nhờ sự trung thành với phiên bản arcade. GameSpot và IGN lần lượt cho phiên bản này 8.8 và 8.9 điểm, nhưng cùng nhận xét rằng đồ họa của nó không được tốt bằng phiên bản arcade. Trò chơi được khen ngợi về đồ họa 3D, những cải tiến trong hệ thống combo và việc các nhân vật vẫn có những đòn đánh cũ với một chút cải tiến.
Phiên bản trên Game Boy Color chỉ được đánh giá ở mức 46.00% dựa trên 3 bài phê bình bởi GameRankings và bị chỉ trích do những khác biệt so với các phiên bản khác, hệ thống điều khiển kém hiệu quả cũng như lối chơi hạn chế.

## Mortal Kombat Gold

Cú đánh móc Baraka từ dưới lên của Cyrax

Phiên bản dành cho hệ máy Dreamcast tên là Mortal Kombat Gold được phát hành vào ngày 9 tháng 9 năm 1999 tại Bắc Mỹ và ngày 14 tháng 10 năm 1999 tại châu Âu, một trong những tựa game đầu tiên trên hệ máy này. Được phát triển bởi Eurocom, trò chơi giữ nguyên danh sách nhân vật như các phiên bản Mortal Kombat 4 khác, cùng với 5 nhân vật từ các tựa game Mortal Kombat tiền nhiệm bao gồm Kitana, Mileena, Cyrax, Kung Lao và Baraka. Nhân vật bonus Sektor có thể được chơi bằng cách sử dụng mã lệnh. Phiên bản này cũng bao gồm các màn chơi không có ở MK4 cũng như cơ chế sử dụng vũ khí mới.
Một nhân vật mới tên là Belokk ban đầu được dự kiến là sẽ xuất hiện trong trò chơi nhưng sau đó đã bị cắt bỏ. Nhà phát triển của trò chơi, Eurocom, tình cờ gửi đi những thông tin về trò chơi bao gồm Belokk đến Game Informer, dẫn đến việc 6 bức ảnh chụp màn hình của nhân vật này được công bố. Theo Ed Boon, Belokk bị cắt bỏ do thời gian thực hiện trò chơi có hạn.
Mặc dù có đồ họa giống với phiên bản arcade nhất, Mortal Kombat Gold không nhận được những phản hồi tích cực dành cho chất lượng hình ảnh; Game Revolution nhận xét rằng "đồ họa của trò chơi tồi tệ một cách không thể bào chữa" và "đây là một nỗi thất vọng đáng buồn so với những kiệt tác 128-bit của Sega, nhất là so với Soulcalibur." Những loại vũ khí mà nhân vật có thể sử dụng trong trò chơi bị đánh giá là "nhàm chán, tẻ nhạt", không liên quan gì tới nhân vật và chỉ bao gồm "hoặc kiếm, hoặc rìu, hoặc chùy". IGN cũng đưa ra nhiều chỉ trích đối với trò chơi, đặc biệt là ở hệ thống vũ khí: "Rút vũ khí là một quá trình chậm chạp và nhân vật có thể bị dính đòn nhiều lần trong khi thực hiện điều đó" đồng thời việc thiếu chiều sâu là không thể bào chữa được.
Phiên bản 2.0 của trò chơi được phát hành một tháng sau khi trò chơi ra mắt để xử lý một số vấn đề bao gồm những lỗi trong trò chơi cũng như hỗ trợ VMU, cho phép việc lưu lại trở nên dễ dàng hơn. Phiên bản này có đĩa màu đỏ, khác với đĩa màu vàng của trò chơi gốc, ngoài ra còn có một hình dán màu xanh với dòng chữ "Hot! New!" trên bìa sách hướng dẫn.